# Marek Pampuch
Marek Pampuch (ur. w 1954) – polski dziennikarz, redaktor naczelny miesięcznika „Magazyn Amiga” w latach 1993–1999, entuzjasta i propagator komputera Amiga; badacz historii klubu piłkarskiego KS Cracovia; autor licznych książek i artykułów poświęconych Amidze, a także monografii nt. historii KS Cracovia; w 2006 roku zerwał kontakty ze środowiskiem użytkowników komputera Amiga.
Urodził się w 1954 roku, mieszka w Krakowie. W roku 1984 został wybrany prezesem uformowanego w Krakowie nieformalnego stowarzyszenia grupującego użytkowników komputerów marki Commodore. W latach 1992–1999 pracował w miesięczniku „Magazyn Amiga”; początkowo jako zastępca redaktora naczelnego, a od lutego 1993 roku do końca istnienia czasopisma w sierpniu 1999 roku – jako redaktor naczelny. Od grudnia 1997 roku był także wydawcą tego czasopisma.
W bardzo dużym stopniu przyczynił się do popularyzacji komputera Amiga w Polsce. Był m.in. inicjatorem „obrad przy okrągłym stole”, które doprowadziły do przyjęcia standardu polskich znaków dla komputera Amiga autorstwa profesora Wojciecha Bruszewskiego o nazwie Amiga-PL. Napisał liczne publikacje książkowe na temat komputerów Amiga i systemu AmigaOS oraz artykułów – porad, recenzji, opisów, relacji z targów. Po upadku „Magazynu Amiga” był dyrektorem serwisu informacyjnego portalu INTERIA.pl, okres ten jednak wspomina źle.
Marek Pampuch jest także kibicem i badaczem historii krakowskiego klubu piłkarskiego KS Cracovia. W 2006 roku została wydana monografia jego autorstwa pt. Pany 1906-2006 r. Jubileusz 100-lecia KS Cracovia. Znalazła się w niej m.in. krytyka Antoniego Łopaty, kierującego klubem w latach 1993–1996, za co ten skierował do sądu przeciwko Pampuchowi prywatny akt oskarżenia o pomówienie. Autor zapewnił media, że ma dowody na wszystkie przytoczone w książce fakty. W lipcu 2008 roku sąd warunkowo umorzył postępowanie na roczny okres próby, zobowiązując Marka Pampucha do przeproszenia Antoniego Łopaty na łamach prasy sportowej za to, że w jego książce znalazły się niepotwierdzone i krzywdzące informacje sugerujące nieudolność i nieuczciwość Antoniego Łopaty, a dotyczące okresu, w którym sprawował funkcję prezesa klubu w latach 1993–1996.